# KLK9
KLK9 (англ. Kallikrein related peptidase 9) – білок, який кодується однойменним геном, розташованим у людей на короткому плечі 19-ї хромосоми. Довжина поліпептидного ланцюга білка становить 250 амінокислот, а молекулярна маса — 27 513.
| 10         |  | 20         |  | 30         |  | 40         |  | 50         |
| ---------- |  | ---------- |  | ---------- |  | ---------- |  | ---------- |
| MKLGLLCALL |  | SLLAGHGWAD |  | TRAIGAEECR |  | PNSQPWQAGL |  | FHLTRLFCGA |
| TLISDRWLLT |  | AAHCRKPYLW |  | VRLGEHHLWK |  | WEGPEQLFRV |  | TDFFPHPGFN |
| KDLSANDHND |  | DIMLIRLPRQ |  | ARLSPAVQPL |  | NLSQTCVSPG |  | MQCLISGWGA |
| VSSPKALFPV |  | TLQCANISIL |  | ENKLCHWAYP |  | GHISDSMLCA |  | GLWEGGRGSC |
| QGDSGGPLVC |  | NGTLAGVVSG |  | GAEPCSRPRR |  | PAVYTSVCHY |  | LDWIQEIMEN |
|            |  |            |  |            |  |            |  |            |

A: Аланін

C: Цистеїн

D: Аспарагінова кислота

E: Глутамінова кислота

F: Фенілаланін

G: Гліцин

H: Гістидин

I: Ізолейцин

K: Лізин

L: Лейцин

M: Метіонін

N: Аспарагін

P: Пролін

Q: Глутамін

R: Аргінін

S: Серин

T: Треонін

V: Валін

W: Триптофан

Кодований геном білок за функціями належить до гідролаз, протеаз, серинових протеаз. 
Задіяний у такому біологічному процесі, як альтернативний сплайсинг. 
Секретований назовні.